# Estadi Khalifa bin Zayed
L'Estadi Khalifa bin Zayed (àrab: اِسْتَاد خَلِيْفَة بِن زَايِد, Istād Ḫalīfa ibn Zāyid), anteriorment anomenat Estadi Internacional Sheikh Khalifa, és un estadi de futbol de la ciutat d'Al Ain, a Emirats Àrabs Units.
Té una capacitat per a 12.000 espectadors i és utilitzat principalment per la pràctica del futbol, essent la seu del club Al Ain FC.